# Công tước Napoli
Công tước Napoli (tiếng Ý: Duchi di Napoli) là người chỉ huy quân sự của ducatus Neapolitanus, một tiền đồn Đông La Mã ở Ý, một trong số ít còn lại sau cuộc chinh phục của người Lombard. Năm 661, Hoàng đế Konstans II, rất quan tâm đến vấn đề phía nam Ý (ông còn cho dời đô sang Siracusa), bèn bổ nhiệm một người Napoli tên là Basil làm dux hoặc magister militum. Sau đó dòng dõi triều đại các công tước mà phần lớn vẫn giữ nền độc lập từ giữa thế kỷ thứ chín, cai trị cho đến khi người Norman xuất hiện, một mối đe dọa mới mà họ không thể vượt qua được. Vị công tước thứ ba mươi chín và cuối cùng là Sergius VII đã đầu hàng và dâng thành phố của mình cho vua Ruggero II của Sicilia vào năm 1137.

## Công tước do Byzantium bổ nhiệm
- 661–666 Basil
- 666–670 Theophylactus I
- 670–673 Cosmas
- 673–677 Andrew I
- 677–684 Caesarius I
- 684–687 Stephen I
- 687–696 Bonellus
- 696–706 Theodosius
- 706–711 Caesarius II
- 711–719 John I
- 719–729 Theodore I
- 729–739 George
- 739–755 Gregory I
- 755–766 Stephen II
- 767–794 Gregory II
- 794–801 Theophylactus II
- 801–818 Anthimus
- Khoảng 818–821 Theoctistus
- 821 Theodore II
- 821–832 Stephen III
- 832–834 Bonus
- 834 Leo
- 834–840 Andrew II
- 840 Contardus

## Công tước cha truyền con nối
Những công tước này mang tính độc lập hơn cả lớp tiền nhiệm của mình và không phải do hoàng đế chỉ định, nhưng các hậu duệ của Sergius I là do dân chúng bầu ra.

### Nhà Sergii
- 840–864/865 Sergius I
- 864/865–870 Gregory III
- 870–877/878 Sergius II
- 877/878–898 Athanasius
- 898–915 Gregory IV
- Khoảng 915–919 John II
- 919–928 Marinus I
- 928–968/969 John III
- 968/969–992/997 Marinus II
- 992–997/999 Sergius III
- 997/999–1002 John IV
- 1002–1036 Sergius IV
  - 1027–1029/1030 dưới sự kiểm soát của Pandulf IV xứ Capua
- Khoảng 1036–1053 John V
- 1053–sau 1074 Sergius V
- sau 1074–1107 Sergius VI
- 1107–1120/1123 John VI
- 1120/1123–1137 Sergius VII

Alfonso, Vương công Capua, được dân Napoli bầu lên kế vị Sergius và xứ này kể từ đó đã trở thành một thuộc địa của người Norman.